# 外川駅
外川駅（とかわえき）は、千葉県銚子市外川町二丁目にある、銚子電気鉄道銚子電気鉄道線の駅。同線の終着駅である。駅番号はCD10。

## 歴史
- 1923年（大正12年）7月5日：銚子鉄道により開業。
- 1945年（昭和20年）
  - 7月20日：空襲の被害に遭い運転休止。
  - 12月3日：運転再開。
- 1948年（昭和23年）8月20日：社名変更により、銚子電気鉄道の駅となる。
- 2009年（平成21年）12月：デハ2000形・クハ2500形運行対応のため、銚子方ホームを延長。
- 2015年（平成27年）：銚電ネーミングライツ（命名権）により、ありがとうを冠した愛称となる[1]。スポンサーは早稲田ハウス株式会社[2]。

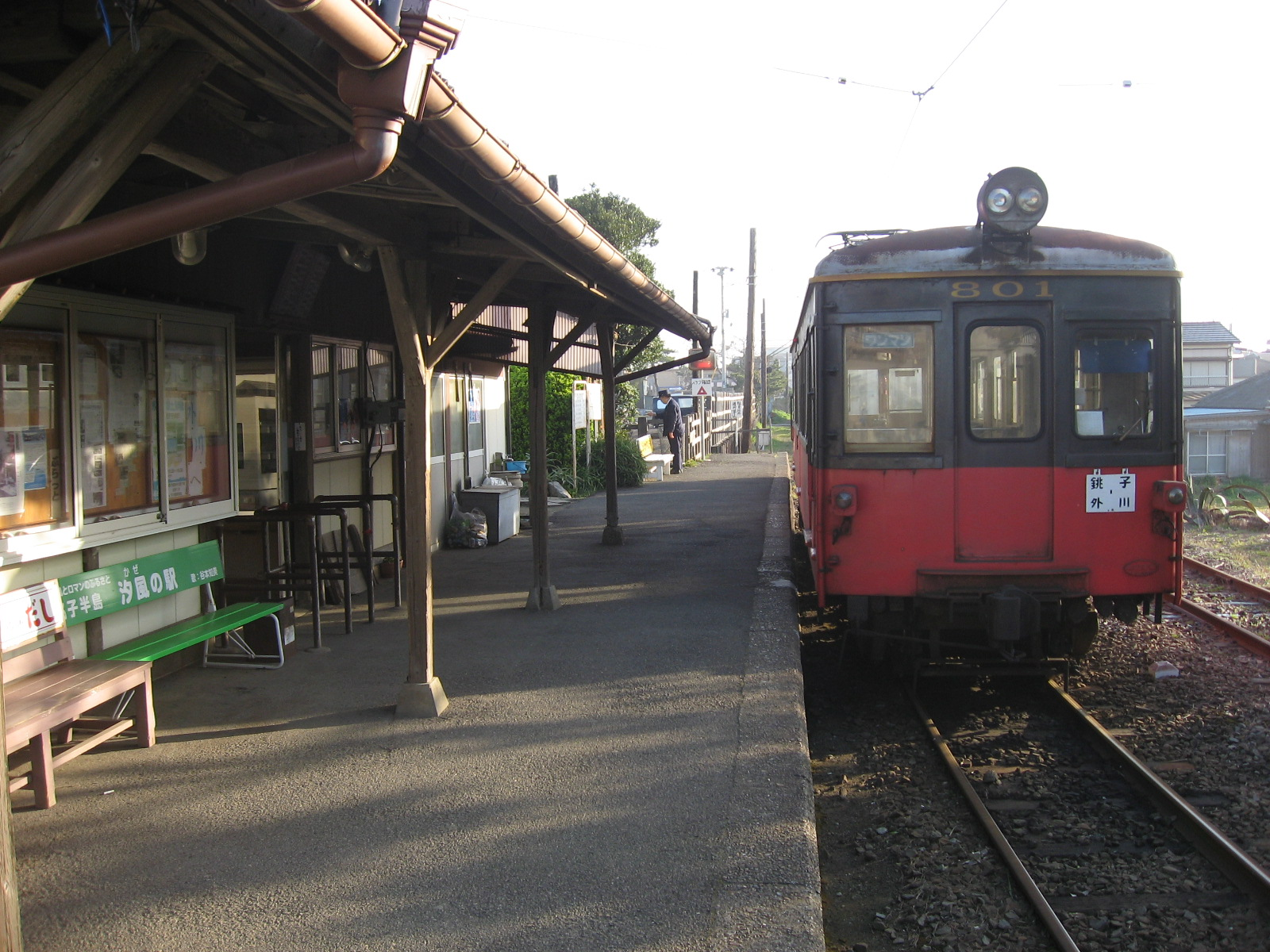
旧駅ホーム（2008年3月）
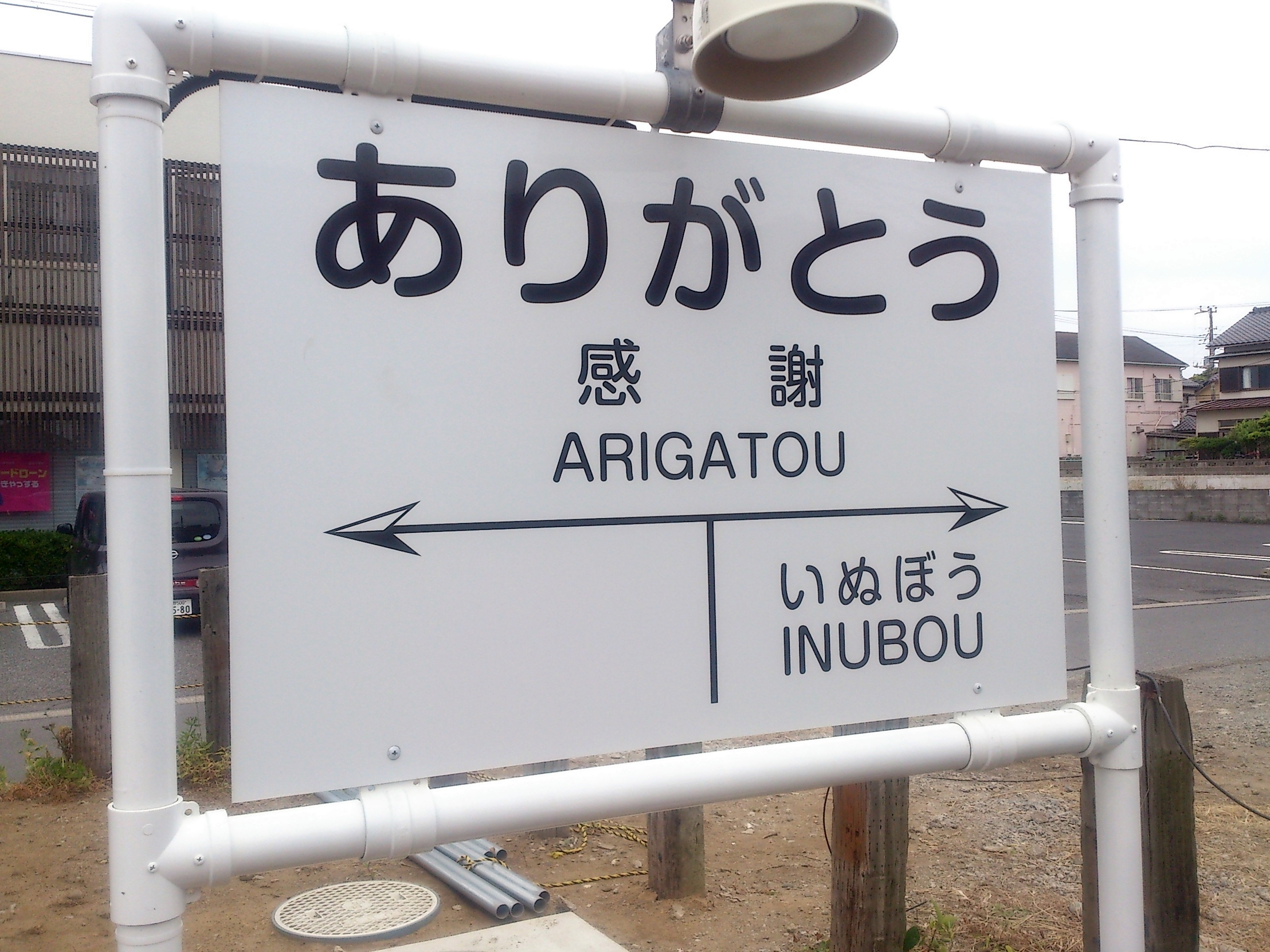
構内に所在する「ありがとう」の駅名標（2016年10月）

## 駅構造
単式ホーム1面1線と機回し線（留置線）1線を有する地上駅。木造駅舎を有する。清涼飲料・アイスクリームの自販機とトイレ棟、駅前に銚子電気鉄道直営の有料駐車場がそれぞれ設置されている。

### 特徴
- 駅舎は修復を繰り返しながらも開業時より建つ木造平屋建てで、待合室には木製のベンチが並び、夜は白熱電球が点灯する。また、外川集落の案内などが掲示され、ベンチには地元住民手作りの座布団が置かれている。駅員配置駅（早朝、夜間は無人）でもあり、硬券入場券・乗車券、各種鉄道グッズの展示および発売をしている。
- ホームはかさ上げがなされていないため、乗客が乗降しやすいように終端寄りのドア位置に木製の踏み台が置かれている。
- ホーム銚子寄りにはかつて男女共用で水洗式の仮設トイレが設置されていたが、多目的トイレを併設した男女別のものに建て替えられている。
- かつて走っていたトロッコ客車「澪つくし号」は、この駅の機回し線で電車の付け替え作業を行なっていた。「澪つくし号」の運行廃止後、機回し線は本来の用途としての使用がなくなり、廃車体の解体前の留置場所として使用されている。以前は夜間滞泊が設定されていたが、2013年（平成25年）11月21日の改正で廃止された。
- 駅舎前には2016年（平成28年）6月、モニュメントとして間弓莉絵デザインの「笑顔の塔」が建てられた。高さ3.2メートル（m）。
- 構内の留置線でデハ801形が腐食が進行した状態で放置されていたが、千葉市内の企業の協力で修復が行われ、2017年（平成29年）12月23日から内部の無料公開が始まった（平日09:00 - 15:00、土日祝日09:00 - 16:30）。この修復は銚子商業高等学校による「銚商夢市場プロジェクト」の一環である[3]。

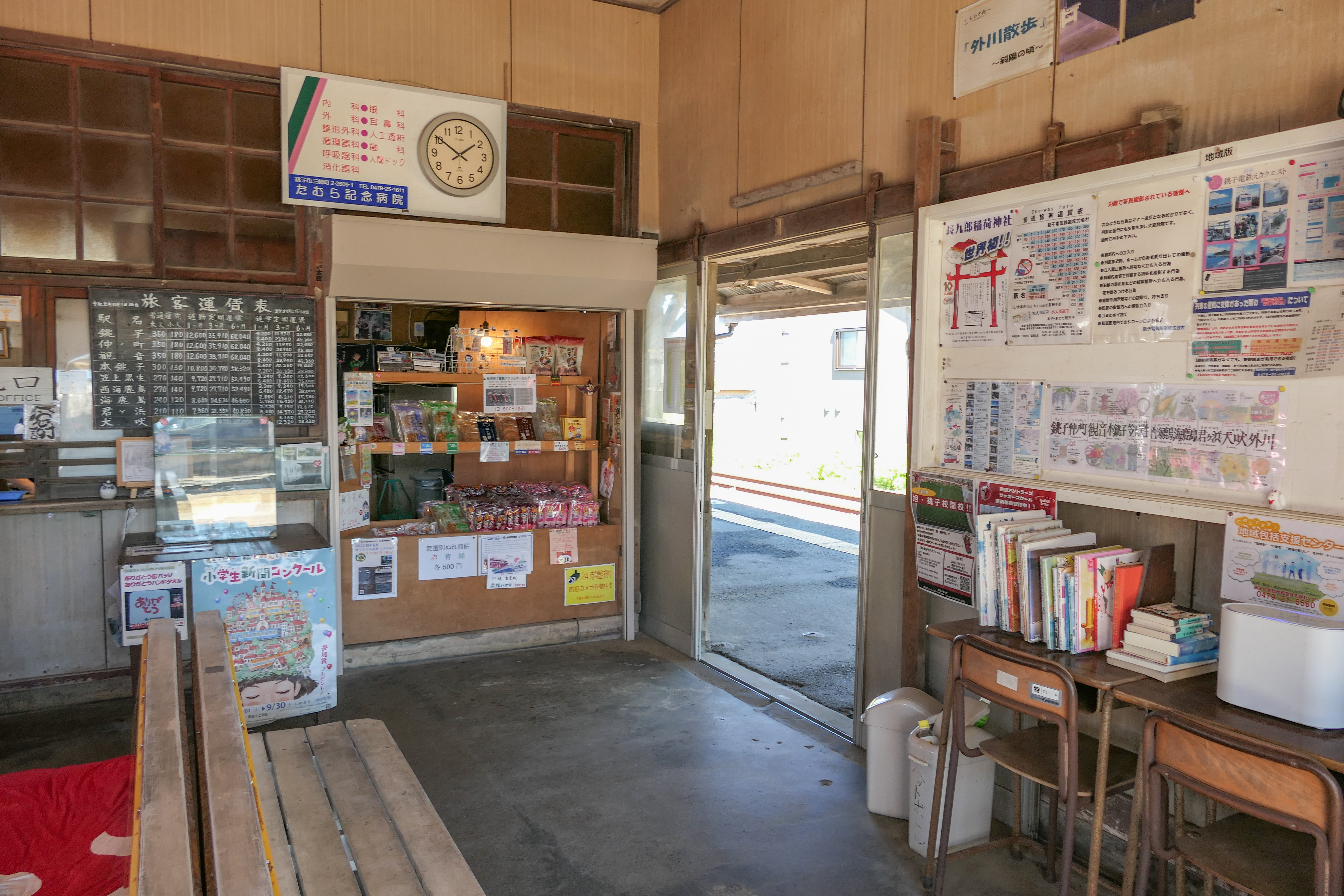
駅舎内（2023年8月）
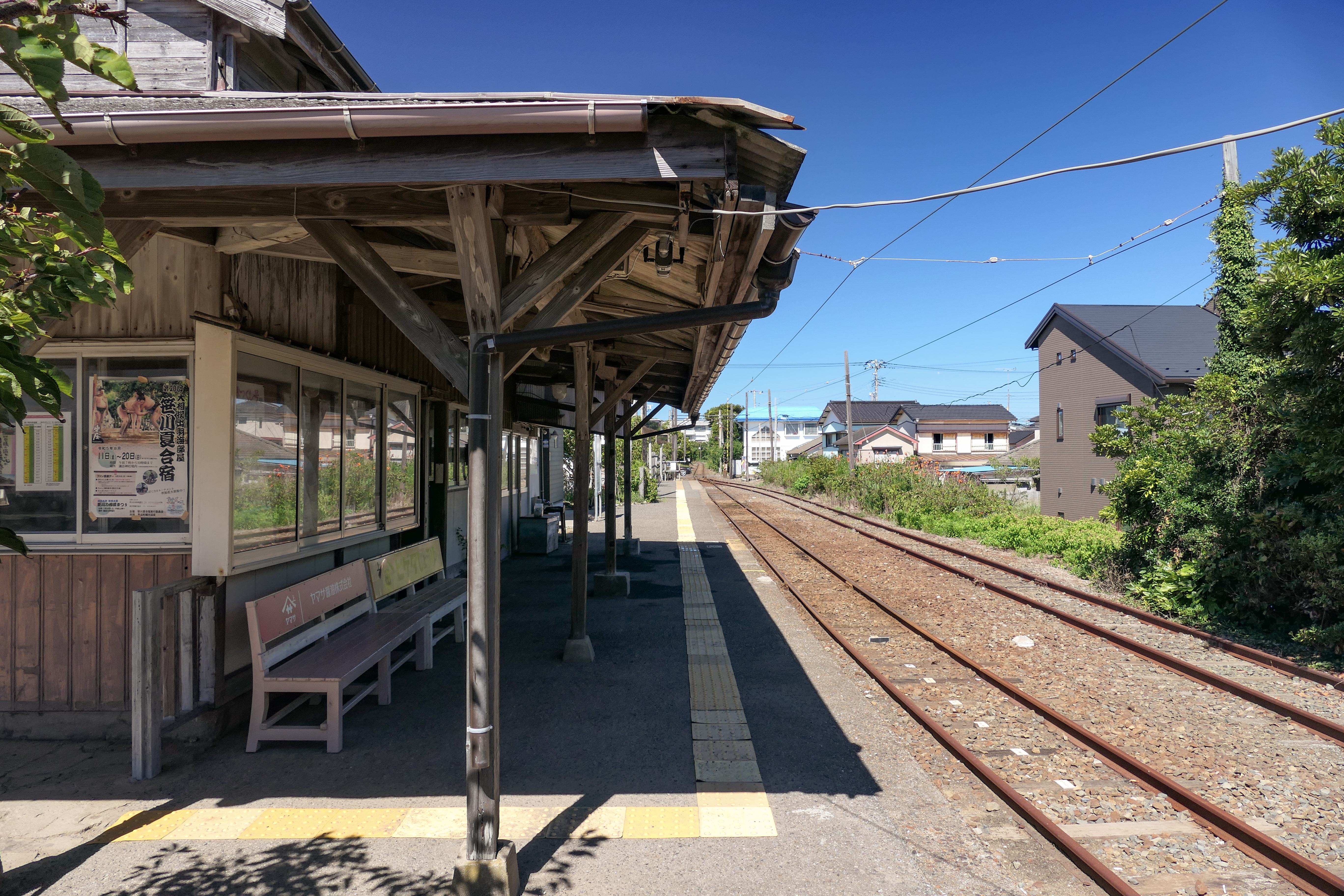
駅ホーム（2023年8月）

## 利用状況
1日平均乗車人員 145人（2019年度）
近年の一日平均乗車人員推移は下表の通り。
| 年度   | 一日平均 乗車人員 |
| ------ | ----------------- |
| 2007年 | 150               |
| 2008年 | 242               |
| 2009年 | 232               |
| 2010年 | 209               |
| 2011年 | 151               |
| 2012年 | 144               |
| 2013年 | 140               |
| 2014年 | 115               |
| 2015年 | 115               |
| 2016年 | 105               |
| 2017年 | 152               |
| 2018年 | 140               |
| 2019年 | 145               |

## 駅周辺
駅は漁村である外川の北部に位置している。外川は江戸時代初期に崎山次郎右衛門によって外川漁港とともに同時に開かれたもので、緩い斜面に碁盤の目状に整った区割りがされている。外川の町並みは、百万都市江戸を支えた江戸近郊の四つの代表的町並み群の一つとして日本遺産（北総四都市江戸紀行）に認定されている。
- 千葉県道244号外川港線
- 千葉県道254号銚子公園線
- 千葉科学大学（本部キャンパス・マリーナキャンパス）
- 銚子市立高神小学校
- 外川ミニ郷土資料館
  - 駅より徒歩約1分。入場無料。銚子の魅力を伝えようと、地元の有志によって場所を無償提供、資料を集めて開設された資料館（情報ステーション）。外川の観光地案内や歴史、外川にて上がった貝の標本、地元の小学生の作った壁新聞、銚子電気鉄道線の写真などを展示し、観光パンフレット等を配布する。
- 外川郵便局
  - 駅より徒歩約1分。風景印有。
- 大杉神社
  - 駅より徒歩約7分。境内には外川の開祖、崎山治郎右衛門の顕彰碑と、源俊頼の歌碑が立っている。
- 長崎鼻・長崎海水浴場
  - 駅より徒歩約8分。銚子市最南端の岬と関東地方最東端の海水浴場。付近は磯遊びスポット、磯釣りのポイントでもある。沖に見える岩、宝満（ほうまん）は、九郎判官義経の判官（ほうがん）がなまったものと言われ、仰向けに寝そべった男の人のように見える。また、富士山の見える地上における最東遠地であり、冬場は天候等の状況が良ければ、富士山に沈む夕日（ダイヤモンド富士）を眺める事もできる。
- 外川漁港
  - 駅より徒歩約9分。本来の用途である漁業基地としての他、沖釣りの遊漁船の基地としても利用されており、釣り客向け施設が漁港周辺に軒を連ねている。
- 渡海神社
  - 駅より徒歩約18分。創祀は709年（和銅2年）と言われる古社。祭神は大綿津見神と猿田彦命。境内の森は学術上貴重な極相林の森であり、県指定の天然記念物となっている。
- 屏風ヶ浦
  - 駅より徒歩約20分。およそ10キロメートル（km）続く断崖絶壁（海食崖）の海岸で、東洋のドーバーとしても知られる景勝地。
- 銚子マリーナ
  - 駅より徒歩約25分。ヨットなどのプレジャーボートの寄港施設だが、プロムナード、海浜公園、海水浴場も併設している。
- 銚子海洋研究所・世界一ちっちゃな水族館
  - 銚子マリーナ隣接。観光客向けにイルカ・クジラ観察、サンセットクルーズ等各種クルージングを実施している。毎年6月には全日本ジェットスポーツ大会、7月にはきんめだいまつりなどイベントも盛んに行われている。研究所社屋内には世界一ちっちゃな水族館がある。
- 銚子マリーナ駐車場
  - 志村&所の戦うお正月2013　(2013年1月1日放送)「ペーパードライバー対決」第2チェックポイント愛車脱出パズルゲームのロケ地。
- 犬岩・千騎ヶ岩
  - 源義経伝説の残る奇岩の景勝地。

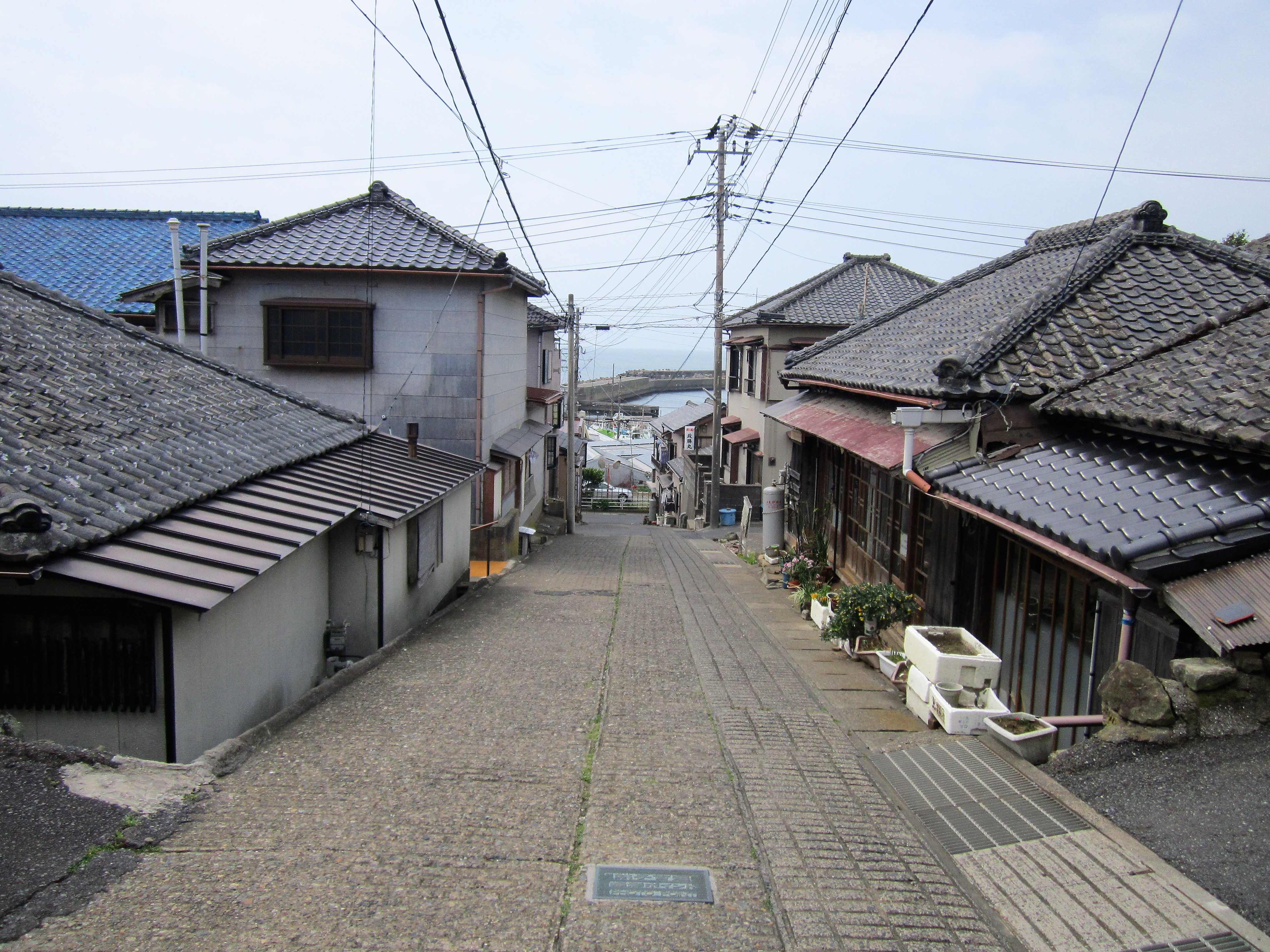
日本遺産に認定されている銚子外川の町並み（本浦通り）
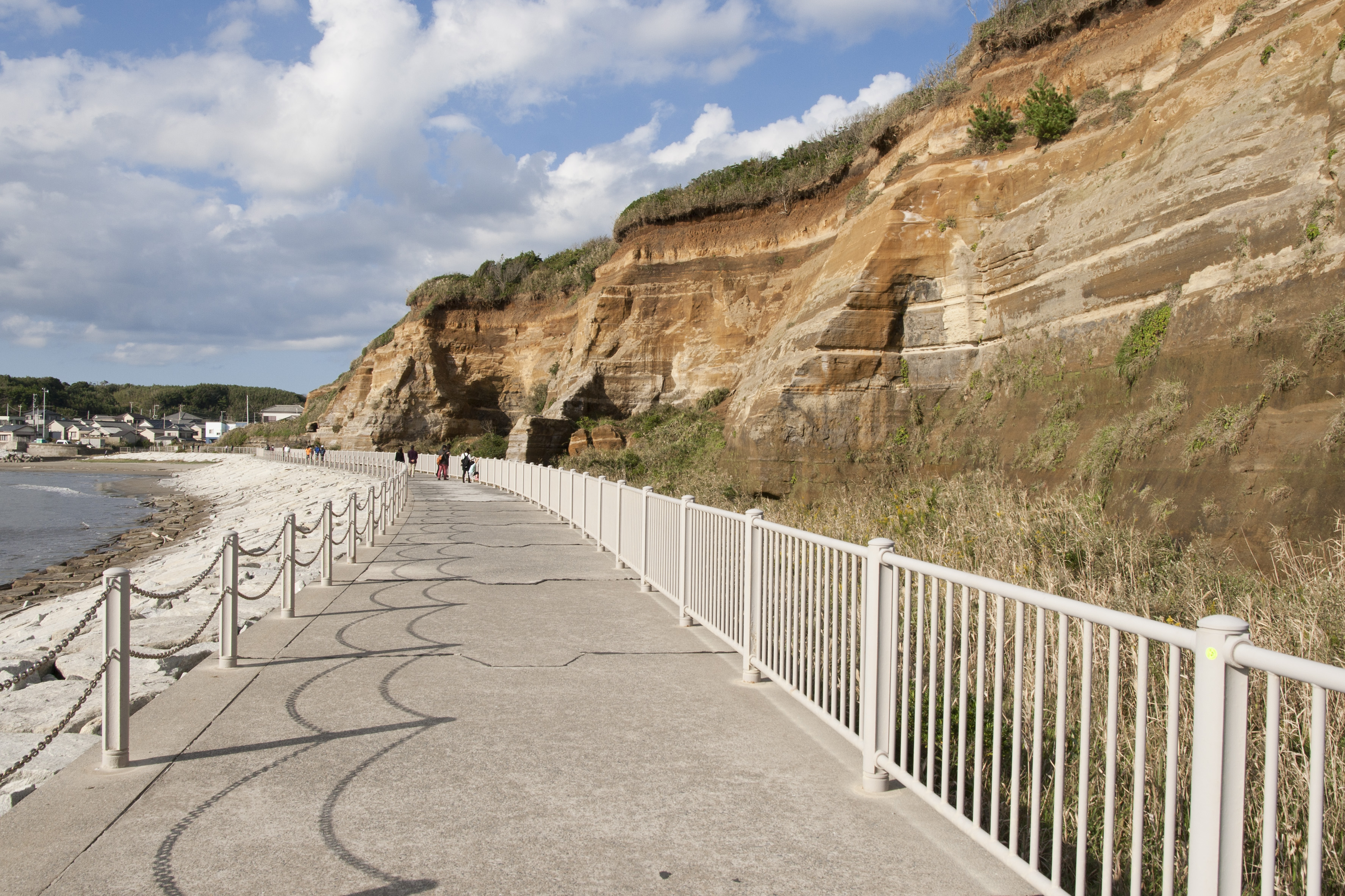
屏風ヶ浦遊歩道
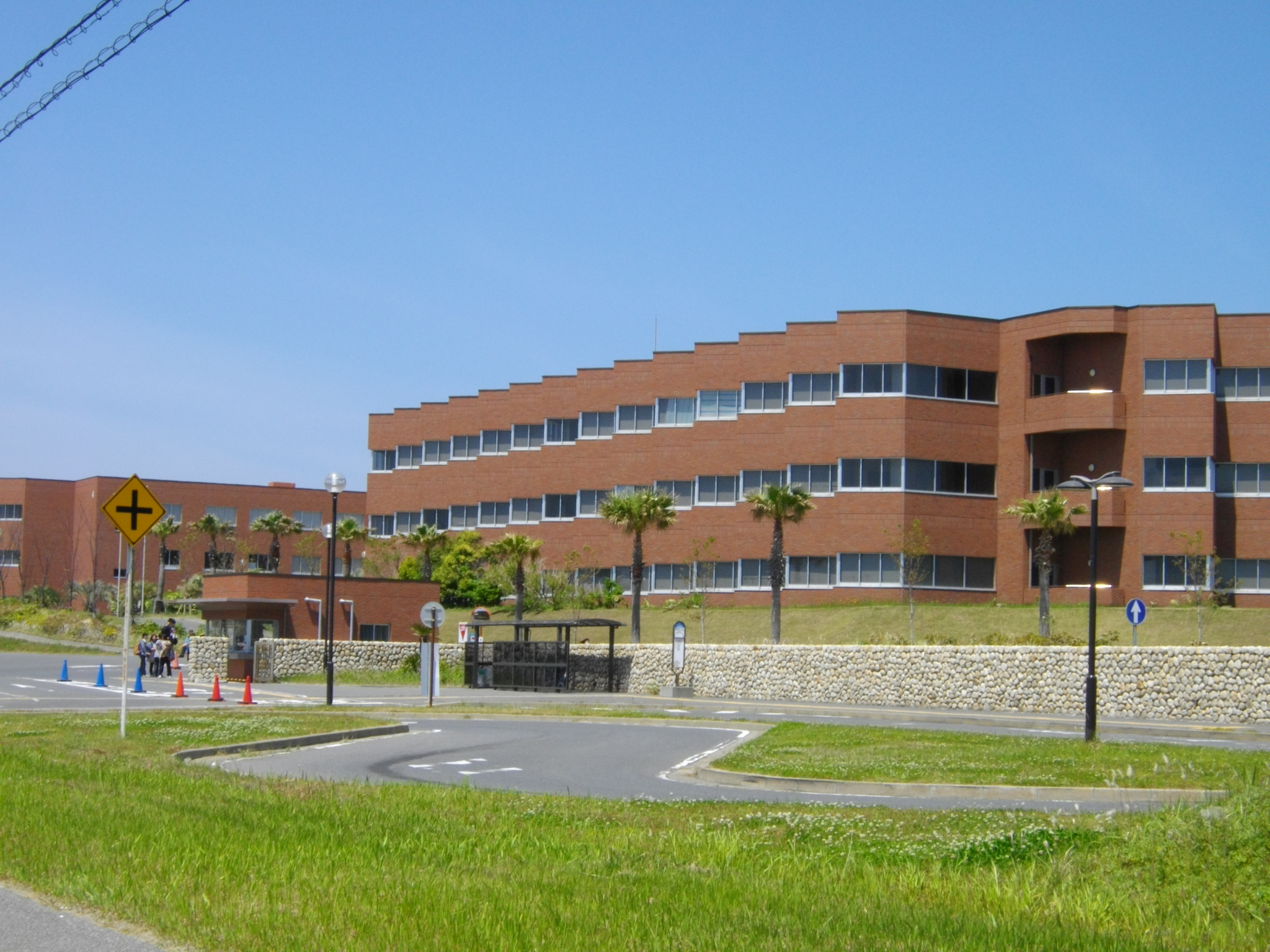
千葉科学大学（マリーナキャンパス）

## バス路線
| のりば   | 系統   | 主要経由地                | 行先   | 運行会社             | 備考 |
| -------- | ------ | ------------------------- | ------ | -------------------- | ---- |
| 外川車庫 | 外川線 | 犬吠・愛宕町4丁目・陣屋町 | 銚子駅 | 京成タクシーイースト |      |

## 当駅が登場する主な作品
古い駅舎を持つ当駅は、多くの作品のロケ地やモチーフとなっている。
- NHKの朝の連続テレビ小説『澪つくし』のロケ地となり、そのことを伝える看板が駅前に立っている。
- テレビドラマ『帰ってきた時効警察』『演歌の女王』、『ラスト・フレンズ』、『駅弁刑事・神保徳之助』や、DVDドラマ『鉄道物語3』、堀江由衣の7thシングルCD『Days』のプロモーションビデオなどに使用された。
- 2007年にテレビ朝日で放送されていた『松本清張 点と線』では西鉄香椎駅として使用され、前述のデハ801は西日本鉄道（西鉄）宮地岳線（現貝塚線）の車両として登場していた。
- 押見修造の漫画『惡の華』で、春日高男が仲村佐和を訪ねる場面に登場する。
- コンセプトCDアルバム『Precious Road -わたしだけの地図-』の5曲目『郷愁』のイメージイラストに使用されており、このイラストを基にした駅スタンプが設置されている。
- トミーテック「建物コレクション」第8弾の「駅A」は、銚子電気鉄道の協力を得て当駅をモチーフとしている[17][18]。
- 櫻坂46の6枚目シングルのカップリング曲「ドローン旋回中」のロケ地に使用されている。

## 隣の駅
銚子電気鉄道
■銚子電気鉄道線
犬吠駅（CD09） - 外川駅（CD10）